# 서동권
서동권(徐東權, 1932년 10월 30일 ~ )은 대한민국의 제20대 검찰총장을 지낸 법조인이다. 헌법을 생각하는 변호사 모임 회원으로 활동했다.

## 생애
1932년 10월 30일 경상북도 영천군 화북면 자천리에서 출생한 그는 자천보통학교에 입학하여 미동초등학교를 졸업하였다. 그는 이후 경북고등학교와 고려대학교 법학과를 나왔으며, 고려대학교 4학년에 재학 중이던 1956년 8회 고등고시 사법과에 합격했다. 군 법무관을 마치고 1961년 서울지방검찰청 검사에 임용되었다. 5공화국 시절 법무부 차관 직책과 검찰총장 직책을, 6공화국 시절 안기부 부장 직책을 역임하였다. 
공문서 변조 및 절도, 문서파손 등의 혐의로 구속 기소된 권인숙의 변호인단은 이에 맞서 문귀동과 옥봉환 부천경찰서장 등 관련 경찰관 6명을 상대로 독직폭행 및 가혹행위 혐의로 고발장을 제출했고, 문귀동은 무고 혐의로 맞고소하면서 널리 알려진 사건에서 검찰은 서동권 검찰총장의 축소 수사 지시에 따라 "사건 당시 성 모욕 행위는 없었다"고 공식 발표했다.
여야 정당 대표, 전·현직 국회의원 등 정치인, 국무총리·장관·대통령 비서실장·대통령 수석비서관·경찰청장 등 고위공무원, 대통령 아들, 신문·방송사 등 언론사 사주를 비롯한 중요간부, 법조계 인사 등 사회지도층 인사와 기무사령관, 참모총장 등 군 고위층 등 국내 주요 인사들의 대화내용을 1,170회가량 엿듣고  도청 테이프 1,000여개를 생상한 김영삼 정부 출범후 재건된 2차 미림팀 사건과 관련하여 1991년 9월 ""정보의 질이 낮다"는 당시 서동권 안기부장의 지시에 따라 도청조직 미림팀을 만들어 활동을 시작했다"고 밝혔다.
법무부 산하 검찰 과거사위원회(위원장 김갑배)는 ‘박종철씨 고문치사 사건’을 조사한 결과 당시 수사 초기 실체적 진실 발견을 위한 노력에도 불구하고 외압에 굴복해 검찰의 부실수사 사실이 확인됐다고 2018년 10월 11일 밝히면 "서동권 검찰총장이 안기부장, 법무부 장관 등과의 관계기관대책회의에 다녀온 뒤 수사가 중단됐다"고 했다.
서동권은 한홍구 성공회대 교수와 평화박물관을 중심으로 “대한민국 건립 이후, 누구도 부인할 수 없는 대표적인 반헌법 행위자를 기록으로 남겨 헌법을 바로세우자”며 제안된  편찬사업에서 반헌법 행위자 명단에 포함됐다.

## 경력
- 1961년 서울지방검찰청 검사
- 1962년 광주지방검찰청 검사
- 1964년 대구지방검찰청 검사
- 1965년 대구지방검찰청 의성지청 지청장
- 1967년 대구지방검찰청 상주지청 지청장
- 1973년 대구지방검찰청 부장검사
- 1975년 서울고등검찰청 부장검사
- 1980년 대구고등검찰청 차장검사
- 1980년 법무부 송무담당관 겸 대검찰청 검사
- 1981년 법무부 보호국장
- 1981년 대검찰청 차장검사
- 1981년 4월 ~ 1981년 12월 제24대 법무부 차관
- 1982년 4월 서울고등검찰청 검사장
- 1985년 2월 ~ 1987년 5월 제20대 검찰총장
- 1987년 6월 민주정의당 국책평가위원
- 1987년 10월 ~ 1989년 7월 변호사 개업(서울)
- 1987년 7월 ~ 1992년 3월 제17대 국가안전기획부장
- 동서법률문화연구소 대표연구사